# Hexatoma stackelbergi
Hexatoma stackelbergi är en tvåvingeart som beskrevs av Alexander 1933. Hexatoma stackelbergi ingår i släktet Hexatoma och familjen småharkrankar. Inga underarter finns listade i Catalogue of Life.